# 1-я аэромобильная дивизия (Украина)
1-я аэромобильная дивизия (укр. 1-ша аеромобі́льна диві́зія) — элитное формирование аэромобильных войск Вооружённых сил Украины входившее в основной состав сил специальных операций быстрого реагирования, созданное после провозглашения независимости УССР, на базе советской 98-й гвардейской воздушно-десантной дивизии.
Условное наименование — войсковая часть А0220. Сокращённое наименование — 1 аэмд.
Вследствие распада СССР состоялось разделение 98-й гвардейской воздушно-десантной дивизии примерно 50 на 50 %, соответственно Украиной и Россией. В 1993 году российская часть дивизии отбыла в г. Иваново, вместе с 55 % материальных средств, Боевым Знаменем и орденом Кутузова 3-й степени.

## История
Согласно приказу Минобороны Украины от 5 мая 1993 года в Болграде на базе остатков выведенной в Россию 98-й гвардейской воздушно-десантной дивизии началось формирование 1-й аэромобильной дивизии ВС Украины.
Изначально дивизия имела название 98-я аэромобильная. После сформирования получила название 1-я аэромобильная дивизия (1-я аэмд) .
В начале 1993 года на уровне правительств России,Украины и Молдовы, так как базировавшийся в Кишинёве 300-й гвардейский парашютно-десантный полк входил в состав 98-й гвардейской воздушно-десантной дивизии было принято решение о разделе имущества дивизии и к маю месяцу «крайние» самолёты улетели и воинские эшелоны с российской частью ушли в г. Иваново. Началось формирование украинской воздушно-десантной дивизии.
Нужно также заметить, что на момент распада СССР на территории Украины осталось значительное количество БМД и машин на их базе.
Боевое знамя дивизии вручал лично Президент Украины Леонид Кравчук.
Присягу личный состав дивизии принёс 5 июня 1993 года, а 1 декабря 1993 года сформирование 1-й аэмд завершилось.
В состав дивизии вошли управление, 25-я воздушно-десантная бригада, созданная на базе 217-го гвардейского парашютно-десантного полка, и 45-я аэромобильная бригада (на базе 299-го гвардейского парашютно-десантного полка) соответственно.
Уже осенью 1993 года на Болградском специальном полигоне было проведено десантирование личного состава и боевой техники (БМД-1 , БМД-2 , БТРД-Д , 2С9 «Нона» .), парашютные платформы с грузом с Ил-76. В лучшие годы личный состав дивизии совершал до 11 000 прыжков с парашютом из самолётов и вертолётов военно-транспортной авиации. С вводом в состав дивизии 27-й ОМехБр значительно качественно и количественно увеличился состав артиллерии дивизии, появился танковый батальон (в дальнейшем — ещё один танковый батальон в составе 45 АЭМБр).
Исключительно части базировавшиеся в г. Болград входили в основной состав ударной группировки Аэромобильных войск сил специальных операций быстрого реагирования ВС Украины.
1-я аэмд являлась высокоподвижной, специально обученной, технически оснащённой, хорошо экипированной армейской группировкой сил Министерства обороны Украины, предназначенная для выполнения специальных задач с целью защиты интересов государства (при необходимости, с применением военной силы) как внутри страны, так и за рубежом, как в мирное, так и в военное время, находящаяся в постоянной и высокой готовности к немедленному применению.
После переформирования аэромобильную дивизию, она получила бригадную организацию.
На 1996 год в состав 1-й аэмд входили:
- 1-я аэромобильная бригада
- 25-я аэромобильная бригада
- 45-я аэромобильная бригада
- 91-й десантный артиллерийский полк
- 19-й отдельный батальон разведки и РЭБ
- части боевого и тылового обеспечения

Батальон разведки и РЭБ существовал в составе дивизии в период с 1994 по 1997, потом его сократили до 66-й ОРР (отдельной роты глубинной разведки) обычного штата. Состав батальона разведки и РЭБ по состоянию на 1996 год был таким:
- 1-я разведрота. Сначала на МТ-ЛБ, потом на БМП и БРМ-1к
- 2-я рота глубинной разведки. Два УРАЛа.
- 3-я рота радиотехнической разведки и радиоэлектронной борьбы (сокращенно РРТРиРЭБ). В её составе: взвод РиРТР, взвод оптической разведки, взвод связи (14 человек), взвод управления, взвод материального обеспечения. На вооружении роты находилось много образцов специальной техники на базе МТ-ЛБ.
- Взвод связи: КРС и носимый станции
- Взвод материального обеспечения

Отбор на службу в части 1-й аэмд соответствовал строгим критериям по стандарту отбора на службу в ВДВ СССР.
В 2000 году в дивизию было призвано больше 2500 призывников с АР Крым, Донецкой, Луганской и Одесской области включительно.
С 1998 по 2003 год дивизия являлась самой боеспособной и лучшей по подготовке и обучению личного состава из всех существовавших частей специального назначения Аэромобильных войск и спецподразделений в ВС Украины.
В 2003 году на базе дивизии была создана тактическая группа «Юг».
1-я аэмд была единственной боевой дивизией ВДВ, и по праву считалась лучшей частью спецназначения входившая в состав сил специальных операций быстрого реагирования в Вооружённых Силах Украины.
Подготовка личного состава включала в себя физическую подготовку, владение боевой техникой и артиллерией, топографию, тактику ведения боевых действий в тылу, минно-взрывное дело, парашютно-десантную подготовку с десантированием личного состава в тёмное время суток и при плохих погодных условиях, владению всеми видами стрелкового оружия советского образца, приёмами рукопашного боя, интенсивной подготовке в марш-бросках и батальонных маршах на длинные дистанции с полной выкладкой по штатной экипировке соответствующей различному вооружению бойца ВДВ СССР.
Самой высокоподготовленной боевой частью аэромобильных войск ВС Украины считалась 66-я ОРР (Отдельная разведывательная рота глубинной разведки).
Дивизия являлась уникальной в своём роде по подготовке личного состава благодаря командованию состоявшему целиком из офицеров ВДВ СССР.
Элитное подразделение полностью считалось русским, так как вплотную взаимодействовала по обмену опытом с ВДВ России.
Обеспечение вещевым обмундированием практически полностью состояло из вещевого обмундирования войск ВДВ СССР.
Дивизия обеспечивала поставку оснащения и парашютов для служб ВДВ во все части аэромобильных войск, а также в спецподразделения и морской пехоты ВМФ Украины, так как имела большую материальную часть парашютов и грузовых парашютов унаследованых после распада СССР.
1-я аэмд в своём распоряжении имела большие парки с боевой техникой, артиллерию, аэродром, комплекс ВДК, полигон, вододром, склады РАВ, отдельный артполк ВДВ (населённый пункт Весёлый Кут), 25-я вдбр, 45-я аэмбр, отдельный батальон связи, отдельный батальон материального обеспечения с автопарком автомобильной и понтонной техники, отдельный батальон десантного обеспечения с автопарком грузовых платформ для десантирования боевой техники и грузов.
В 2001 году в состав дивизии была введена 27-я механизированная бригада.
В 2001 году для отправки на совместные учения в США готовился сводный парашютно-десантный батальон вместе с техникой для боевого десантирования. В связи с трагическими событиями 11 сентября 2001 года учения были отменены.
1-я аэмд единственное подразделение в ВС Украины которое с периода своего основания до 2002 года носила берёт ВДВ СССР с уголком красного цвета и отличительной петлицей ВДВ СССР.
В 1998 году полностью был изменён нарукавный шеврон, на котором была устранена украинская символика в виде украинского флага. Отличительный уставной нагрудный знак «1-я аэмд» и нарукавный шеврон разработал начальник медицинской службы дивизии п-к Котяй. Данная нарукавная нашивка нового образца оставалась вплоть до расформирования дивизии. Нагрудный знак уставного образца с надписью «1-я аэмд» являлся отличительным знаком уникального боевого подразделения сил специальных операций ВДВ ВС Украины. Впоследствии нагрудный знак был полностью скопирован как уставной знак для частей ВДВ Украины, но с изменённой надписью по соответствию данного подразделения Аэромобильных частей ВДВ ВС Украины.
Впервые в истории Вооружённых сил Украины в 2000 году в дивизии были ведены должности главного сержанта подразделения. В каждом отдельном батальоне и отдельных ротах спецназначения, звания главного сержанта (ротный, батальонный, бригадный, дивизионный соответственно) с определённой нарукавной нашивкой для сержантов в этих должностях.
Новая концепция подготовки частей Аэромобильных войск ВДВ включала в себя также участие дивизии во всех внутренних учениях и взаимодействии с частями МП ВМФ ВС Украины на учениях в АР Крым и на о. Змеиный, также в международных совместных учениях дружественных стран, где дивизия неоднократно показала высочайший уровень подготовки личного состава.
Осуществлялся обмен опытом с частями ВДВ Великобритании, Италии и США.
98 % личного состава дивизии служащих по контракту в дивизии принимали участие в составе контингента миротворческих операций под эгидой ООН и НАТО.
На базе дивизии в разные периоды организовывались учебные центры по подготовке и отправке военного контингента на службу в миротворческие миссии в составе сводных батальонов под эгидой ООН и НАТО.
В период, когда на базе дивизии готовились подразделения для участия в международных миротворческих операциях, на полигоне дивизии специально были созданы городки для подготовки миротворческих контингентов. Уникальная учебно-материальная база была создана на полигоне «Болград». Прибывшие на тактические занятия десантники могли разместиться в 14 казармах, проводить занятия по воздушно-десантной подготовке на построенном здесь ВДК. Для выполнения боевых стрельб из вооружения БМД (боевой машины десанта) были построены дополнительно 4 директрисы, на войсковом стрельбище отрабатывали приемы стрельбы из всех видов стрелкового оружия. Были на полигоне дивизии спортгородок, специальная полоса препятствий, специальный тир, городок подразделений ПВО, огненно-штурмовая полоса препятствий, инженерный городок, «тропа разведчиков», городок связистов, танкодром и автодром, вододром, две площадки приземления на которые совершали тренировочные парашютные прыжки из самолётов и вертолётов различных типов.
Здесь же находился ЗКП (защищённый командный пункт) дивизии, который представлял собой мощный подземный бункер построенный со времен СССР.
45-я аэромобильная бригада (45-я аэмбр) создана на фондах 299-го гв. пдп 98-й гв. вдд. Место базирования город Болград. Входила в состав 1-й аэмд. В период 2000—2001 гг. в состав 45-й аэромобильной бригады входили:
- 1-й аэромобильный батальон
- 2-й аэромобильно-десантный батальон
- 3-й аэромобильно-десантный батальон

В ноябре 2003 года переформирована в 16-ю отдельную механизированную бригаду.
25-я отдельная воздушно-десантная бригада(25 овдбр). Единственная в Украине часть, способная десантировать не только личный состав, но и боевую технику. Находилась в подчинении 6-го армейского корпуса Южного оперативного командования. Создана на фондах выведенного в Россию 217-го гв. пдп 98-й гв. вдд. Место базирования г. Болград.
В состав 25 овдбр входили:
- 1-й парашютно-десантный батальон
- 2-й парашютно-десантный батальон
- 3-й парашютно-десантный батальон

Бригада имела свою отдельную РДР (отдельная разведывательно-десантная рота), на её вооружении имелись БМД-2.
Штатные разведроты дивизии состояли из 2-х разведвзводов и отделения связи, кроме того, в каждом батальоне 1-й аэмд имелся свой разведвзвод.

## Учения
- Осенью 1993 года на Болградском специальном полигоне было проведено десантирование личного состава и боевой техники (БМД-1 , БМД-2 , БТРД-Д , 2С9 «Нона» .), парашютные платформы с грузом с Ил-76.
- 1994 год — тактические учения рот с практическим десантированием пяти БМД-1 и 360 человек десанта.
- 1995 год — десантирование парашютно-десантной роты с тремя БМД во время проведения батальонных тактических учений.
- В июне 1997 года во время визита в 1-й аэмд ,Министра обороны Китайской Народной Республики было проведено десантирование 7-й парашютно-десантной роты 3-го парашютно-десантного батальона 25 пдбр с тремя БМД-1.
- Сентябрь 1997 года — военнослужащие бригады принимали участие в международных учениях «Казацкая степь-97», во время которых было проведено практическое десантирование двенадцати БМД с самолётов Ил-76.
- Май 1998 — участие в международных учениях «Казацкая степь-98».
- Октябрь 1999 года — военнослужащие 25-й воздушно-десантной бригады принимали участие в учениях «Южный редут», в ходе которых десантировалось 460 военнослужащих и шесть БМД.
- Июнь 2000 года — 8 военнослужащих бригады прошли подготовку на базе 82-й воздушно-десантной дивизии армии США.
- Июль 2000 года — совместное обучение 3-го парашютно-десантного батальона с военнослужащими 82-й воздушно-десантной дивизии США на Ровенском полигоне, а также десантирование девяти БМД.
- В 2001 году к лету первые в истории ВС Украины 1-й аэмд под руководством начальника ВДС дивизии п-к Мастыка и командиром 857го ОБДО (в/ч А-0444) п-к Ищенко личный состав батальона готовил и швартовал технику для боевого десантирования в Крыму с самолётов Ан-124 «Руслан» и Ан-225 «Мрия». Испытания по боевому десантированию боевой техники прошли успешно.
- Июль 2002 года — практическое десантирование личного состава 3-го парашютно-десантного батальона 25 пдб во время проведения батальонного тактического учения. Батальон десантировался с тремя БМД-1 с аэродрома Болград, Одесской области на незнакомую и неподготовленную площадку приземления вблизи пгт Гвардейское Днепропетровской области. На учениях присутствовал Президент Украины — Верховный Главнокомандующий Вооружённых Сил Украины Леонид Кучма.
- Август 2002 — военнослужащие бригады принимают участие в международных учениях «Форпост-2002». Во время учений проводилось десантирование парашютным и посадочным способами. Действия личного состава бригады получили высокую оценку от Министра обороны Украины.

С мая по июль 2002 года 25 ВДБр была передислоцирована, в Гвардейский (Днепропетровская область, Новомосковский район). 16 июля 2002 года президент Украины Л. Д. Кучма вручил бригаде Боевое знамя, с этого же дня носит название «Днепропетровская».
Унаследовав только номера по номеру части получила наименование 25-я отдельная Днепропетровская воздушно-десантная бригада. Но как таковая уже уступала по многим критериям отбора и обучения личного состава так как являлась малочисленной в кадровом составе и в технике. Изменилась форма одежды и нарукавные нашивки в установленном согласно новой доктрине о ВС Украины.
8 ноября 2002 года 25-я отдельная воздушно-десантная бригада была выведена из состава 1-й аэромобильной дивизии и переведена в состав 6-го армейского корпуса.
В 2003 году из-за сокращения расходов на боевую подготовку в связи с недостатком финансирования оборонного ведомства, 1-я аэромобильная дивизия была расформирована.

## Состав дивизии (дислокация)
К концу 1993 года в составе дивизии были:
- Управление 1-й аэмд (Болград);
- 25-я воздушно-десантная бригада. (в/ч А-1126). (Болград);
- 45-я аэромобильная бригада (Болград) (с 2003 года 16-я механизированная бригада).
- 5-й отдельный противотанковый дивизион (Болград);
- 615-й отдельный зенитно-ракетный дивизион (Болград);
- 19-й отдельный батальон разведки и радиоэлектронной борьбы (Болград);
- 66-я отдельная разведрота глубинной разведки. (в/ч А-1713); (Болград);
- 32-й отдельный батальон связи. (в/ч А0337); (Болград);
- 95-й отдельный инженерно-сапёрный батальон (Болград);
- 857-й отдельный батальон десантного обеспечения. (в/ч А-0444) (Болград);
- 356-й отдельный батальон материального обеспечения (Болград);
- 160-й отдельный ремонтно-восстановительный батальон (Болград);
- отдельная рота химзащиты (Болград);
- отдельная комендантская рота (Болград);
- 20-й специальный полигон (Болград);
- отдельная станция фельдъегерской почтовой связи (Болград);
- отдельная военно-транспортная авиационная эскадрилья (Болград) ;
- Военная комендатура гарнизона (Болград);
- Военный госпиталь гарнизона (Болград);
- Дивизионный оркестр (Болград);
- 91-й артиллерийский полк — Весёлый Кут, Арцизский район;
- 28-й отдельный учебный батальон (Весёлый Кут, Арцизский район);
- 27-я механизированная бригада — Белгород-Днестровский (с 2001 года).

## Командир (период)
- генерал-майор О. И. Бабич (1993—1998);
- генерал-майор Ш. М. Кулиев (1998—2002);
- полковник А. И. Горбенко (2002—2003).